# Pobeda (Schiff, 1928)
Die Pobeda (russisch Победа) war ein bis 1977 eingesetztes Kreuzfahrtschiff, das zuletzt unter sowjetischer Flagge fuhr. Sie wurde als Magdalena ab Dezember 1928 von der Hamburg-Amerikanische Packetfahrt-Actien-Gesellschaft (Hapag) für Fahrten nach Mittelamerika und Westindien genutzt. Nach einem Unfall und Umbau 1934 wurde sie in Iberia umbenannt. Im Jahre 1946 wurde das Schiff dann als Reparation an die Sowjetunion ausgeliefert.
Am 1. September 1948 kam auf der Pobeda bei einem Brand an Bord kurz vor Odessa der chinesische General Feng Yuxiang ums Leben, der sich auf dem Weg von den USA über die Sowjetunion nach China befand.

## Geschichte

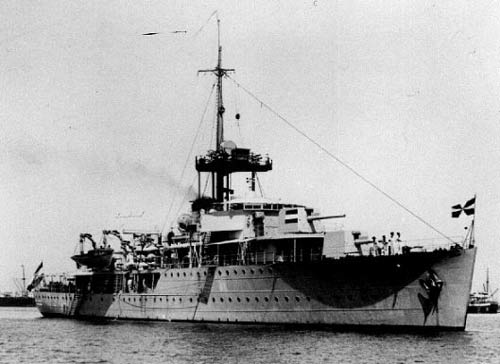
Die Johan Maurits van Nassau

Die Magdalena war Teil eines Programms zur Beschaffung neuer Passagierschiffe für die Nebenlinien der Hapag. Die Reederei bestellte 1927 fünf Motorschiffe, die in den Jahren 1928 und 1929 vom Stapel liefen und in drei Typen ausgeführt wurden. Beschafft wurden als größter Typ zwei Schiffe (St. Louis, Milwaukee, 16.700 BRT, 16,5 kn, 700 Passagiere) als Ergänzung für den Nordatlantik, ein Schiff für den Südamerikadienst (General Osorio, 11.590 BRT, 15,5 kn, 980 Passagiere) und zwei Schiffe für den Mittelamerika-Dienst (Orinoco, Magdalena, 9.700 BRT, 15 kn, 340 Passagiere). Die Milwaukee wurde als einziges dieser Schiffe in Hamburg bei Blohm & Voss gebaut und drei Schiffe lieferte der Bremer Vulkan.
Die Magdalena lief als drittes der neuen Motorschiffe am 23. August 1928 auf der Schichau-Werft in Danzig vom Stapel. Die Jungfernfahrt für die Hapag erfolgte am 14. Dezember 1928 von Hamburg nach Puerto Limón.  Sie wurde auf der Route nach Westindien und Mittelamerika zusammen mit ihrem beim Bremer Vulkan gebauten Schwesterschiff Orinoco eingesetzt, das am 21. April des Jahres seine erste Fahrt auf der Route begonnen hatte.
Mit zwei Schiffsdieselmotoren mit einer Gesamtleistung von 6.800 PS, die auf zwei Schrauben wirkten, erreichte das mit 9.779 BRT und 5.499 NRT vermessene Schiff eine Geschwindigkeit von 15 kn. Die Reichweite betrug 14.000 sm. Das Schiff bot Platz für 137 Passagiere 1. Klasse, 102 Personen in der 2. (Touristen)-Klasse und 106 Passagiere in der 3. Klasse. Alle Kabinen des Schiffes verfügten jetzt über fließend Wasser und es gab 18 Luxuskabinen an Bord, die sogar über ein eigenes Bad und WC verfügten.
Am 8. Februar 1934 strandete die Magdalena auf der Fahrt von Puerto Cabello nach Willemstad vor Curaçao. Die Passagiere wurden von dem seit 1933 in Willemstad stationierten niederländischen Kanonenboot Johan Maurits van Nassau übernommen.
Erst am 28. Mai 1934 gelang die Bergung der Magdalena, die vom Bergungsschlepper Seefalke nach Hamburg geschleppt wurde. Bei Blohm & Voss erfolgten die Reparatur und der Umbau des Schiffes. Es erhielt eine neue Bugsektion, die es um 10 Meter verlängerte, wurde nach dem Umbau auch der Passagiereinrichtungen (jetzt 168 Plätze 1. Klasse, 80 in der Touristenklasse und 110 in der 3. Klasse) mit 9.829 BRT vermessen und hatte nur noch einen Schornstein. Ihr Aussehen war jetzt den seit 1933 mit ihr auf der Westindien-Mittelamerika-Route eingesetzten, größeren Motorschiffen Cordillera und Caribia (12.000 BRT, 17 kn, 400 Passagiere) angeglichen.

### Dienst alsIberia
Am 2. Februar 1935 wurde das Schiff wieder von der Hapag in Dienst gestellt, diesmal unter dem Namen Iberia. Zusammen mit ihrem Schwesterschiff Orinoco (das diese Route schon seit Januar 1933 bediente) wurde sie jetzt im sogenannten Schnelldienst über Kuba nach Mexiko eingesetzt, der monatlich bedient wurde. Die frühere Route der beiden Schiffe nach Westindien, an die südamerikanische Nordküste und nach Mittelamerika hatten 1933 die größeren Cordillera und Caribia übernommen.
Die deutsche Kriegsmarine nutzte die Iberia während des Zweiten Weltkriegs seit Sommer 1940 als Wohnschiff und dann als Kasernenschiff der Unterseeboots-Schule in Danzig. Nach Kriegsende war sie in Kiel kurze Zeit Unterkunft für Angehörige der Royal Navy, bevor sie am 18. Februar 1946 als Reparation an die Sowjetunion übergeben wurde.

### In sowjetischen Diensten
Neuer Heimathafen des in Pobeda umbenannten Schiffes wurde Odessa. Zuerst wurde sie im Liniendienst zwischen der Krim und den Schwarzmeerhäfen am Kaukasus eingesetzt, später auch für Reisen nach Nordamerika. Während einer Fahrt von New York über Alexandria und  Batumi nach Odessa kam es am 1. September 1948 südlich der Krim zu einem Brand an Bord, bei dem 42 Menschen umkamen. Der Kontakt zum Schiff ging teilweise verloren und als Rettungsmannschaften bei ihm eintrafen, war das Feuer unter Kontrolle und das Schiff konnte aus eigener Kraft die Fahrt fortsetzen. Es starben ein Matrose, eine Barfrau und 40 Passagiere, davon 19 Frauen und 15 Kinder. Unter den Toten befand sich auch der prominenteste Passagier, der chinesische General Feng Yuxiang, mit einer seiner Töchter. Der als „christlicher General“ bekannte Feng Yuxiang war ein früherer chinesischer Warlord, hatte zeitweise mit Chiang Kai-shek gegen die Japaner gekämpft und zuletzt in den USA die Unterstützung der amerikanischen Regierung unter Harry S. Truman für Chiang kritisiert.
Ab 20. Oktober 1950 wurde die Pobeda auf der Wismarer Reparaturwerft modernisiert und wurde dann mit 9.828 BRT, 5.474 NRT und 5.295 tdw vermessen. Sie konnte 150 Decks- und 432 Kabinenpassagiere befördern. Am 14. Mai 1952 war die Reparatur abgeschlossen und das Schiff wurde wieder ins Schwarze Meer verlegt.
1962 wurde sie beim Rückzug der auf Kuba stationierten russischen Truppen eingesetzt. Anschließend lief sie bis zur Außerdienststellung 1977 weiter im Linien- und Kreuzfahrtdienst im Schwarzen Meer. 1978 traf das Schiff in Gadani (Pakistan) zum Abbruch ein.